# ورلو (کورشوملییا)
ورلو (به صربی: Vrelo) یک منطقهٔ مسکونی در صربستان است که در کورشوملیا واقع شده‌است. ورلو ۴۰ نفر جمعیت دارد.